# Лолливуд
Лолливу́д (урду لالی وڈ‎, англ. Lollywood) — это синоним киноиндустрии пакистанского города Лахор, названной так по аналогии с Голливудом (Hollywood) в Калифорнии (США).

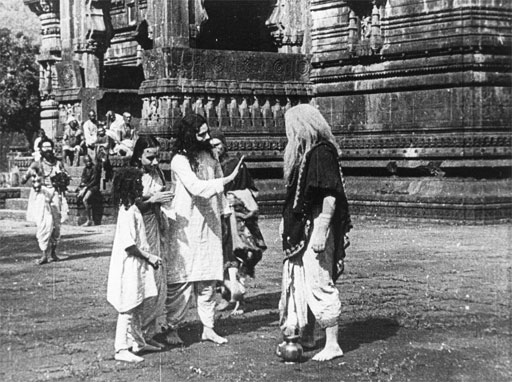
Раджа Харишчандра, первый полнометражный немой фильм 1913 года. Мужчины играют женские роли.

Часто Лолливудом ошибочно называют всё пакистанское кино. Однако это лишь часть большой киноиндустрии Пакистана, которая включает в себя и другие производственные центры, выпускающие фильмы на нескольких разных языках.

## История
С 1929 года Лахор был центром пакистанского кинематографа, где производились фильмы на обоих языках, даже учитывая, что Дакка был центром пакистанского кино в неразделённом Пакистане. В 1971 году, после обретения независимости Бангладеш, Лолливуд был полностью переведён в Лахор. Но с 2007 года Карачи по съёмкам фильмов на урду сильно обогнал Лахор. 
Слово «Лолливуд» придумано летом 1989 года журналом Гламур как слияние двух слов "Лахор" и "Голливуд".